# ایل فایلیو
سال ۲۰۱۶
ایل فایلیو روزنامه میانه‌رو ایتالیا است که حدود ۲۵۰۰۰ نسخه در روز (و حداکثر ۴۷۰۰۰ نسخه) منتشر می‌شود. این روزنامه در سال ۱۹۹۶ توسط روزنامه‌نگار و سیاستمدار ایتالیایی، جولیانو فرارا، پس از ترک سردبیری مجله پانوراما، تأسیس شد. این نشریه از سال ۲۰۱۵ توسط کلودیو چراسا مدیریت می‌شود.

## تاریخچه و مشخصات
دفتر اصلی این نشریه در مرکز رم است.
سیاست اصلی سرمقاله ایل فایلیو (به معنای ایتالیایی «ورق»، یعنی برگه مجزا که در روزنامه‌های قرن نوزدهم استفاده شده است) خلاصه ای از مهم‌ترین اخبار روز همراه با اظهارنظر و تحلیل است. اخیراً، اندازه کاغذ آن افزایش یافته است که در آن صفحات اضافی مخصوص روزهای شنبه نیز درج شده است.

## سیاست
محافظه کاری آنگلو-آمریکایی تقریباً ویژگی بارز آن محسوب شود. این بخش از سرمقاله‌های این نشریه از روزنامه‌های آمریکایی، به ویژه وال استریت ژورنال الهام گرفته است.
علی‌رغم گرایش محافظه کارانه، بخش قابل توجهی از روزنامه نگاران آن عضو حزب رادیکال بودند یا هستند. این روزنامه همچنین میزبان چندین مقاله از نویسندگان چپ و مستقل است.

## مالکیت
از ۲۳ آوریل ۲۰۰۶، جولیانو فرارا به برنامه تلویزیونی خبری ایتالیایی (در اپیزود «تأمین مالی کویدین» در برناردو ایوون) اعلام کرد که مالکیت این روزنامه را به اشتراک می‌گذارد.